# Anna Maria Schwegelin
Anna Maria Schwegelin or Schwägelin (1729 – 1781) va ser una suposada bruixa alemanya de Baviera), considerada l'última persona a ser executada per bruixeria a Alemanya.
Va néixer en la pobresa a la zona propera a Kempten a Allgäu, va créixer en un orfenat i va treballar de serventa. Cap als 30 anys, es va enamorar del xofer protestant de l'home pel que treballava. Va canviar la seva fe catòlica convertint-se al luteranisme quan es van prometre en matrimoni.
Sense feina, va vagar per Kempten, on és detinguda i tancada a l'Arbeitshaus, una institució on es tancava a indigents perquè treballessin. Aquí és on comença una etapa de cinc anys marcada pel dur treball, la mala alimentació i els mals tractes de la curadora. Quan la curadora s'adona que un dels mossos de la presó li dona menjar, l'acusa davant de l'autoritat local de tenir una aliança amb el dimoni. La curadora, que estava oficialment boja, la va acusar d'haver dit durant el seu captiveri frases inadequades, frases com "millor amb el dimoni, que estar cuidada en aquesta casa". Amb aquesta base, el príncep-abat la va sentenciar a mort.
La sentència va ser anunciada el 4 d'abril de 1775 pel príncep-abat Honorius von Schreckenstein "per aliança amb el diable demostrada». El príncep tenia, gràcies a un privilegi imperial, potestat tant espiritual com terrenal. La sentència de mort diu: «Després de la confessió d'haver fornicat amb el dimoni. T'entreguem, Anna Schwegelin, al botxí per a ser portada de la vida a la mort a la foguera per bruixa". Segons l'opinió generalitzada que es tenia antigament, la sentència es va complir l'11 d'abril de 1775. Encara que es diu que se la va decapitar abans d'entregar el seu cos a les flames.
Segons investigacions modernes, la sentència no es va dur a terme finalment va ser perdonada. Les raons i les circumstàncies que van fer que fos perdonada són desconegudes. Schwegelin va morir el 1781 a la presó de la col·legiata a Kempten.
Al costat sud de la Residència de Kempten s'hi ha construït una font on hi ha una placa informativa en honor seu.